# Federico Fernández (bailarín)
Federico Fernández (Buenos Aires, 11 de julio de 1986) es un bailarín argentino, primer bailarín del Ballet estable del Teatro Colón y director artístico de la compañía Buenos Aires Ballet.

## Biografía
Hijo de Diana Kraitzman, creció en el hogar de sus abuelos maternos. 
En 1998 inició sus estudios de danza con Katty Gallo y Raúl Candal, quienes lo prepararon para su ingreso al Instituto Superior de Arte del Teatro Colón, escuela de formación de bailarines que es el semillero del ballet Estable del mismo Teatro; ese mismo año logró su ingreso. En paralelo ingresa a la compañía juvenil, Ballet Sub 16, de Julio Bocca.
A los catorce años fue convocado para integrar el Ballet Argentino, con esta compañía realizó giras con Alessandra Ferri. Ese mismo año concursa en Brasil obteniendo el primer premio en su categoría y es contratado por Iñaki Urlezaga para el Ballet Concierto. En 2004 es contratado por el Ballet del Teatro Argentino de La Plata, donde se desempeña en roles de bailarín solista y primer bailarín. A fines de ese año ingresa al Ballet Estable del Teatro Colón. En 2007 participa en la gira nacional de Paloma Herrera y en la despedida de Julio Bocca en el Luna Park. En 2015 crea Buenos Aires Ballet, un elenco de primeras figuras del Teatro Colón y del Argentino de La Plata.

## Buenos Aires Ballet
Fue fundada en 2015 por Federico Fernández, y está integrada principalmente por bailarines de los Ballets estable del Teatro Colón de Buenos Aires y del Teatro Argentino de La Plata, así como artistas invitados de diferentes compañía profesionales de Latinoamérica. Es una compañía independiente y privada cuyos objetivos son poder llegar a sectores del país en donde una agrupación formal y más grande no podría, por asuntos logísticos, y también poder dar a sus integrantes la posibilidad de hacer más funciones al año.
La compañía no mantiene un elenco fijo y la programación es en formato gala, pequeños duetos o tríos.

## Premios y reconocimientos
- 2019: Premio Konex[6]